# Shane Warne
Shane Keith Warne (Melbourne, 1969. szeptember 13. – Ko Szamuj, 2022. március 4.) ausztrál krikettjátékos, a krikett-történelem egyik legeredményesebb dobójtékosa. Egyszeres világbajnok (1999), és beválasztották a 20. század öt legjobb krikettezője közé is. Neki köszönhető, hogy a század végére szinte már feledésbe merült kipörgető dobóstílus újra divatba jött. Aktív pályafutása lezárása után krikett-szakkommentátorként tevékenykedett.

## Élete és pályafutása
Melbourne egyik külső részén, Ferntree Gullyban született 1969-ben, részben német származású családban. A krikett világába viszonylag későn, tizenévesen érkezett meg, és sokak számára kitűnt laza stílusával, szőkített hajával és fülbevalójával. Az ausztrál Sheffield Shield nevű bajnokságban mindössze 7 mérkőzésen szerepelt, és máris meghívták a válogatottba. Első tesztmérkőzését 1992-ben játszotta India ellen. Az 1993-as Hamvak sorozatban hat mérkőzésen 34 kaput szerzett 25,79-es dobási átlaggal. A hat közül az első meccsen dobta azóta világhírűvé vált, az évszázad dobásának is nevezett labdáját (nem mellesleg ez volt élete első dobása Angliában tesztmérkőzésen): a láb oldalon lepattanó pörgő labda annyira megváltoztatta pályáját a pattanáskor, hogy a kiváló angol ütőjátékos, Mike Gatting másodpercekig szinte el sem hitte, hogy a labda ezek után eltalálta a kéz oldali karót. Az 1994–1995-ös sorozatban 27 kaput szerzett, dobási átlaga 20,33 volt. Ebből a 27 kapuból 8-at az első mérkőzés második ausztrál játékrészében szerzett, miközben mindössze 71 pontot ütöttek ellene az angolok, a második mérkőzésen pedig mesterhármast is elért.
1998-ban napvilágra került az információ, hogy Warne és társa, Mark Waugh négy évvel korábban állítólag megvesztegetett egy indiai fogadóirodást. Ők azt állították, csak a dobósávval és az időjárással kapcsolatban adtak át információkat az illetőnek. 2003-ban újabb botrányba keveredett: ezúttal tiltott szert mutattak ki a szervezetében, amiért egy évre eltiltották. Visszatérése után, 2004 márciusában megszerezte 500. teszt-kapuját, ami a világon másodikként sikerült neki. 2006-ban viszont ő lett az első dobójátékos, aki tesztmérkőzéseken elérte a 700 szerzett kaput. 2005-ben azzal is világrekordot ért el, hogy egy év alatt 96 ütőjátékost ejtett ki tesztmérkőzésen.
2007-ben a teszt krikettet befejezte, klubszinten még 2011-ig játszott. Pályafutása során első osztályú, A-listás és Húsz20-as krikettben összesen 92 797 érvényes dobást hajtott végre, ezekből pedig 1862 kaput szerzett. Bár fő szerepét tekintve egyértelműen dobójátékos volt, azért ütőként is szerzett több mint 3000 teszt-futást. Ő a világon az egyetlen, akinek ez úgy sikerült, hogy ezalatt egyetlen 100-ast sem ért el.
Korábbi felesége Simone Callahan volt, akivel három gyermekük született: Brooke, Summer és Jackson. 2011 és 2013 között Elizabeth Hurleyjel is jegyben járt.
Warne arról is ismert volt, hogy heterokrómiás, azaz két szeme különböző színű.

## Képek

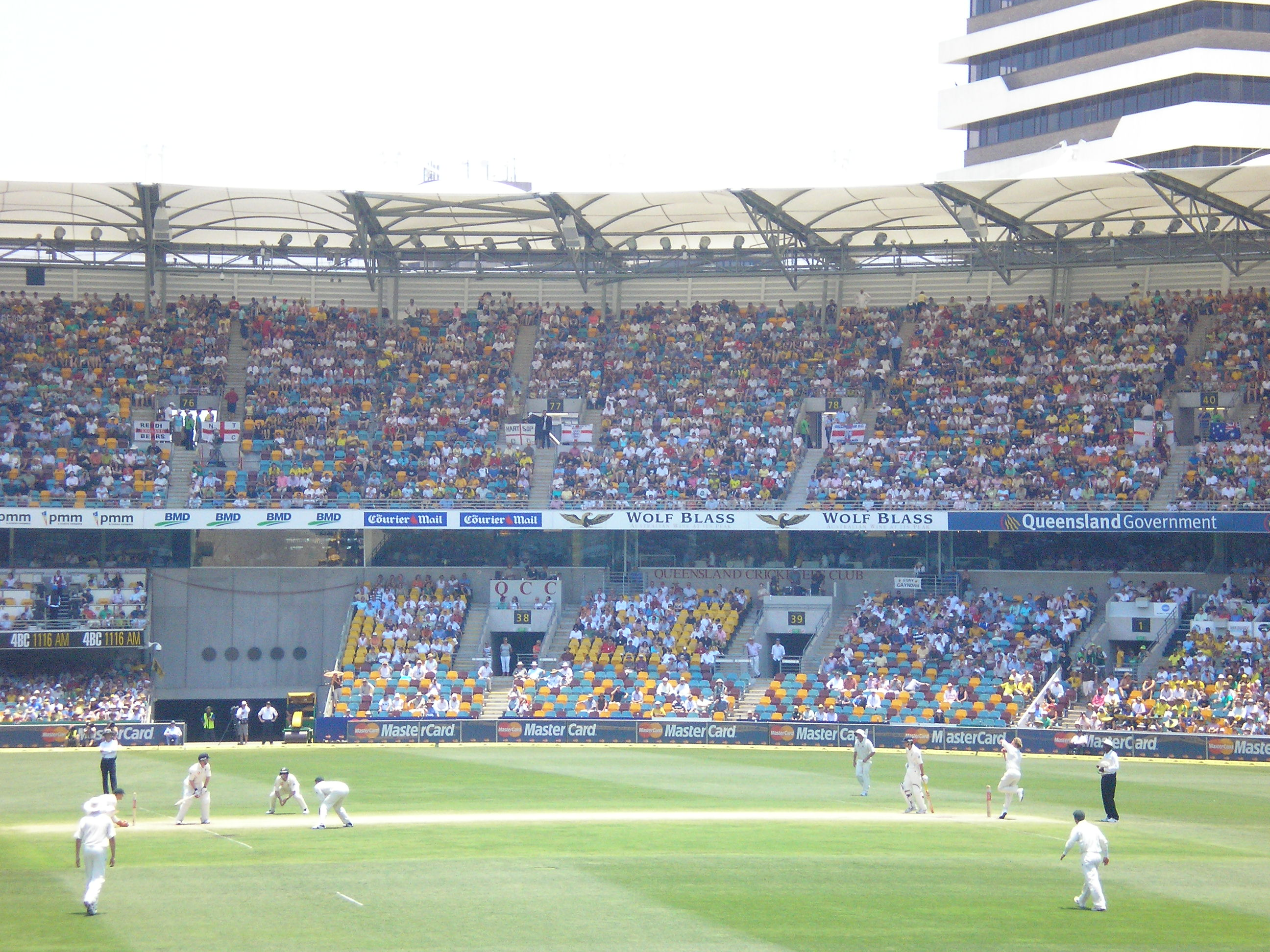
Dobás közben, 2006-ban
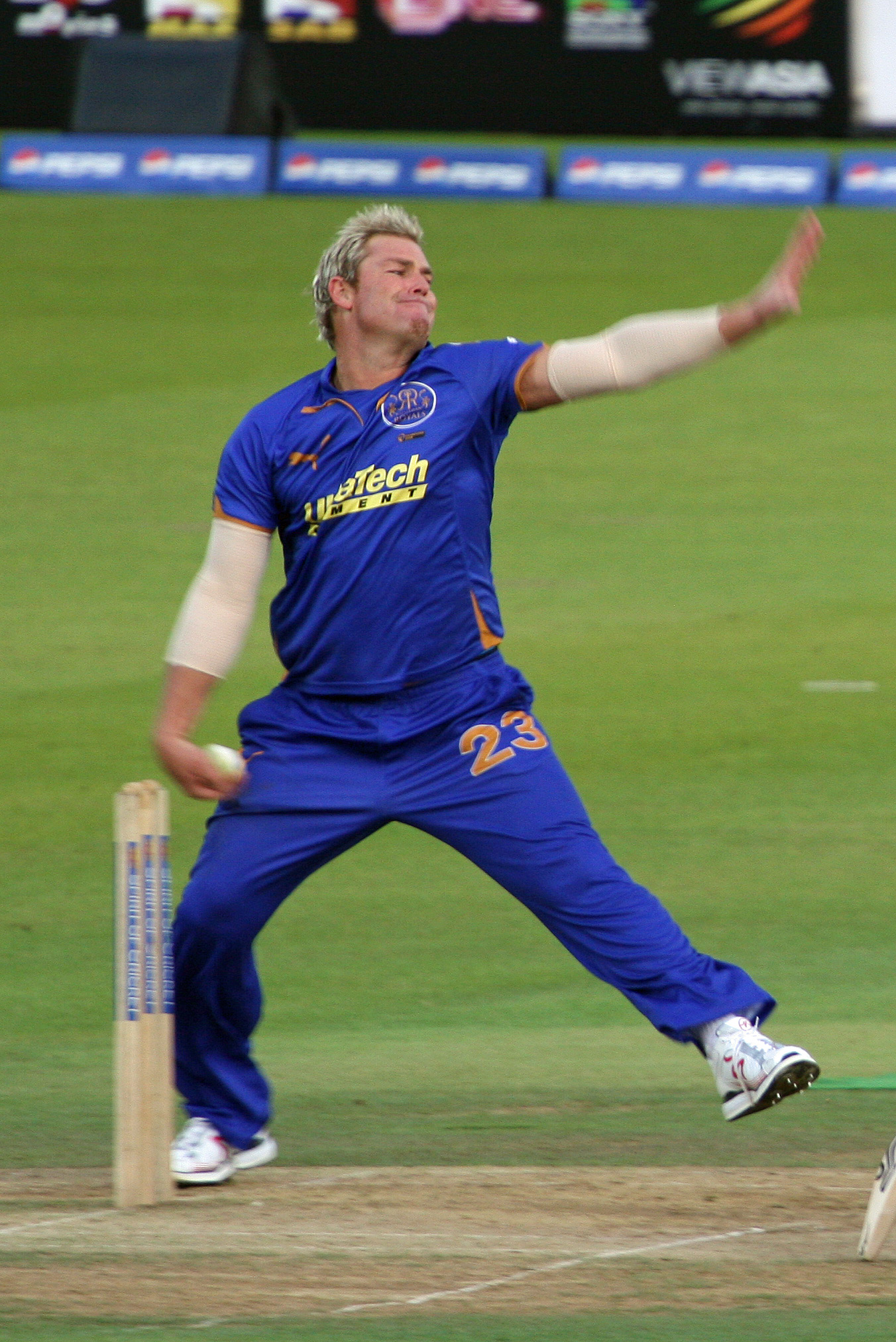
Dobás közben, 2009-ben
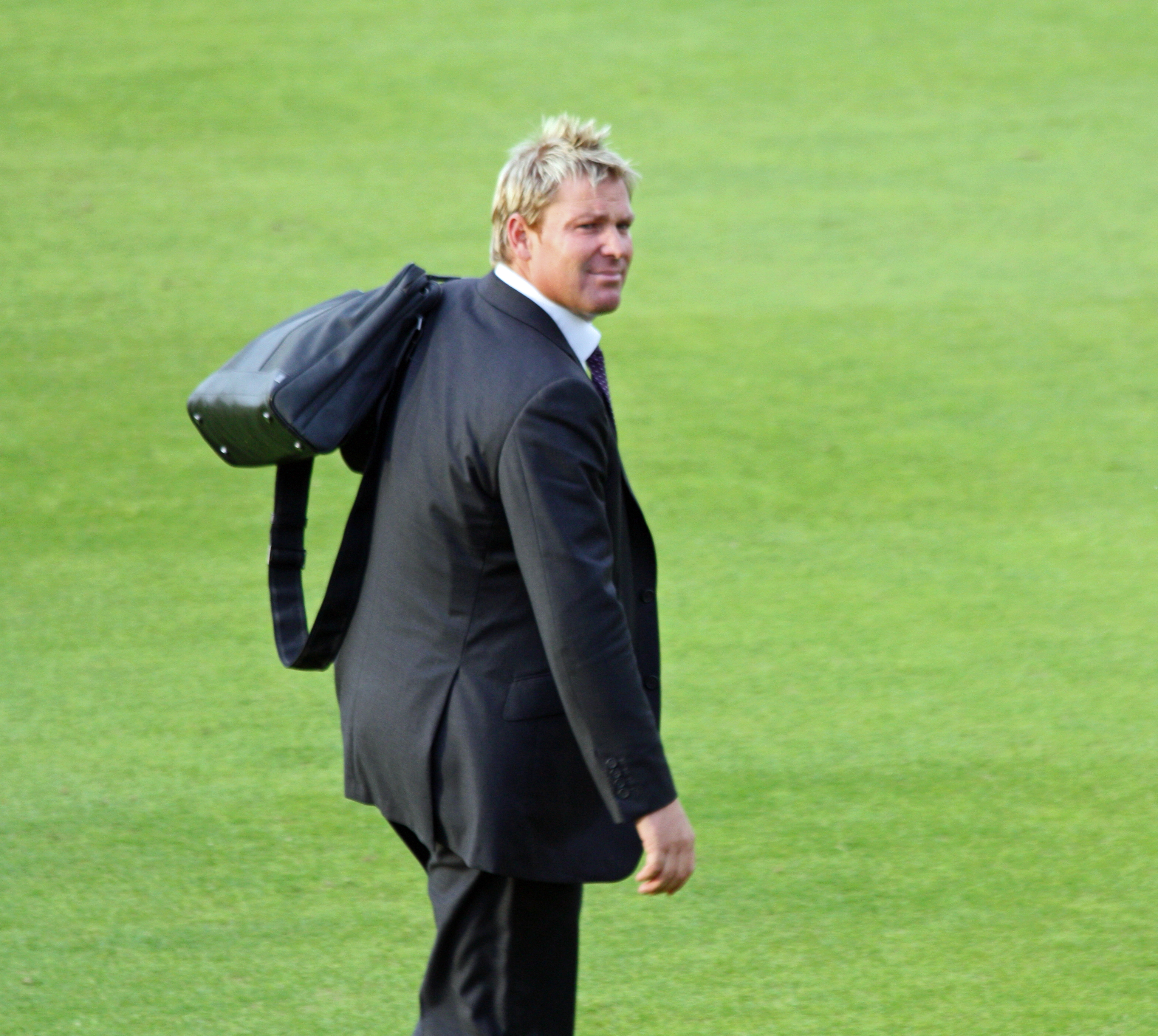
Az edgbastoni pályán